# أكسل دانيلسون
أكسل دانيلسون (بالسويدية: Axel Danielsson)‏ هو صحفي وشاعر سويدي، ولد في 15 ديسمبر 1863 في  في السويد، وتوفي في 30 ديسمبر 1899 في إلستربرغ في ألمانيا.